# Вільям Генрі Флауер
Сер Вільям Генрі Флауер (30 листопада 1831 — 1 липня 1899) — англійський хірург, куратор музею та порівняльний анатом, який став провідним авторитетом у галузі ссавців і особливо мозку приматів. Він підтримав Томас Генрі Гакслі у важливій суперечці з Річард Оуен щодо людського мозку і зрештою змінив Оуена на посаді директора Музею природознавства в Лондоні.

## Походження та ранні роки
Народився 30 листопада 1831 року в будинку свого батька в Стратфорд-на-Ейвоні в Ворикшир, він був другим сином Едвард Фордхем Флауер, засновника міського пивоварного заводу, та його дружини Селіни Грівз (1804–1884), старшої дочки Джона Грівза та його дружини Мері Вайтхед. Його дід по батьківській лінії Річард Флауер одружився з Елізабет Фордхем і оселився в Альбіоні, Іллінойс, де виріс його батько.
Серед його дядьків був підприємець з виробництва шиферу Джон Вайтхед Грівз і Вільям Пікерінг, губернатор Вашингтона. Його старший брат Чарльз Едвард Флауер керував сімейним пивоварним заводом разом з третім братом Едгаром Флауером, тоді як він обрав наукову кар'єру.
Спочатку навчався вдома у матері, у 11 років він пішов до школи в Еджбастон, а потім з 13 років до песталоцціанської школи в Ворксроп під керівництвом швейцарського директора доктора Б. Гельденмаєра. Навчання тривало десять годин на день, що включало, рідкісне на той час, природничі науки. Вже колекціонер предметів природної історії, він був призначений куратором шкільного музею і майже все інше життя був куратором музею того чи іншого роду.
Потім він відвідував Університетський коледж Лондона, а потім Міддлсекську лікарню, де вивчав медицину та хірургію. Закінчивши навчання як бакалавр медицини Лондонський університет у 1851 році, він отримав золоту медаль з фізіології та срібну з зоології та порівняльної анатомії. У 1852 році він прочитав свою першу доповідь перед Лондонським зоологічним товариством, членом якого він став.

## Медична кар'єра
Призначений молодшим домашнім хірургом у Міддлсекській лікарні, через шість місяців він був підвищений до старшого домашнього хірурга, а в 1854 році склав іспит, щоб стати членом Королівського коледжу хірургів. Також у 1854 році він став куратором музею Міддлсекської лікарні.
Однак, з початком Кримської війни того року, він приєднався до Британської армії і був призначений помічником хірурга 63-го (Західного Саффолкського) піхотного полку. Вирушивши з Корка в липні 1854 року, вони попливли до Константинополя, а потім до Криму, висадившись у Каламітській затоці в серпні. Протягом чотирьох місяців чисельність полку скоротилася майже наполовину від холоду, негоди, інфекційних хвороб і, нарешті, дій противника. Його власне здоров'я погіршилося, і його довелося відправити додому, і він так і не одужав повністю. На знак визнання його заслуг він отримав з рук королеви Вікторії Кримську медаль з застібками за Альму, Інкерман, Балаклаву та Севастополь. Пізніше він також отримав Турецьку Кримську медаль.

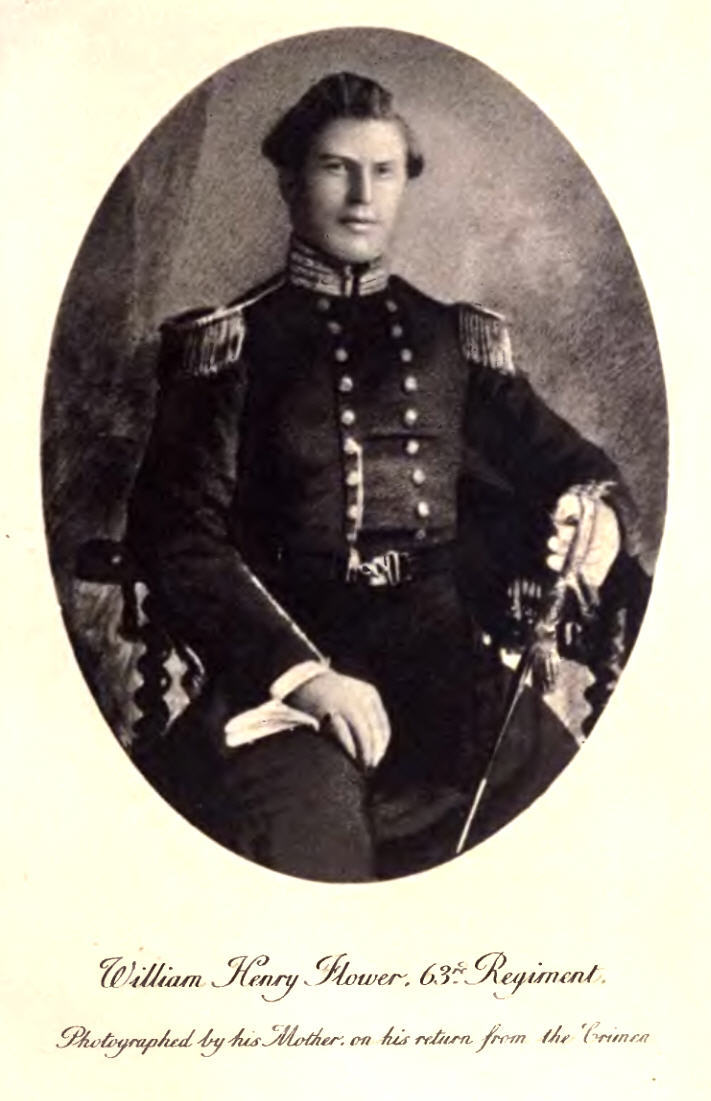
Сфотографований його матір'ю
після повернення з Криму

Коли він був готовий до роботи, він повернувся до Лондона, отримавши диплом FRCS у Королівському коледжі хірургів у 1857 році та приєднавшись до штату Міддлсекської лікарні як демонстратор анатомії. У 1858 році він одружився, а протягом наступного року став помічником хірурга в Міддлсексі, куратором Анатомічного музею, а також лектором з порівняльної анатомії. У своїй лекції 1859 року в Королівський Об'єднаний інститут оборонних досліджень про практичну хірургію для військово-морських і військових офіцерів, як прямий результат його кримського досвіду, він узагальнив знання з першої допомоги, необхідні солдатам і морякам, щоб допомогти пораненим до того, як з'явиться хірург.

## Дебати про еволюцію
У 1860 році інтелектуальні кола Лондона вирували розмовами про еволюцію. Давно цікавлячись ширшою сферою природної історії, а не лише фізіологією людини, він вирішив спрямувати свою кар'єру в цьому напрямку. Ймовірним впливом був Томас Генрі Гакслі, також порівняльний анатом і Фуллеріанський професор у Королівському інституті на той час, і його перший контакт з Гакслі відбувся через військово-морського хірурга, зоолога та палеонтолога Джордж Баск.
Разом з Гакслі він вступив у суперечку з Річард Оуен, який стверджував, що людський мозок має унікальні структури, яких немає у мавп. Гакслі заперечив це на засіданні Британської асоціації в Оксфорді в 1860 році, яке включало дебати про еволюцію, і пообіцяв докази. Він був серед експертів, до яких звертався Гакслі, і давав демонстрації на публічних лекціях Гакслі, використовуючи мозок мавп, а не рідкісний мозок людиноподібних мавп. Він опублікував статті про мозок чотирьох видів мавп, а на засіданні Британської асоціації в Кембриджі в 1862 році, після того як Оуен прочитав статтю, в якій повторював свої заяви, встав і сказав: «У мене в кишені випадково є мозок мавпи», і показав відповідний предмет.:66
У дебатах про еволюцію він був серед тих, хто, як і брат дружини, преподобний професор Баден Пауелл, не бачив загрози релігійним віруванням у прийнятті теорії. У 1883 році він виклав свою точку зору у зверненні до Церковного конгресу в Редінгу під назвою: «Вплив науки на релігію».

## Перехід до зоології
За рекомендацією Гакслі та інших, у 1862 році він став консерватором Музею Гантера Королівського коледжу хірургів Англії, обіймаючи цю посаду протягом 22 років, а в 1864 році був обраний членом Королівського товариства.
У 1870 році він став професором порівняльної анатомії Гантера, змінивши Гакслі, і розпочав серію лекцій, які тривали чотирнадцять років, усі з аспектів ссавців. Суть була опублікована в його книгах 1870 і 1891 років. Він був обраний президентом Лондонського зоологічного товариства в 1879 році, обіймаючи цю посаду довічно, а в 1882 році був нагороджений Королівською медаллю Королівського товариства. З 1883 по 1885 рік він був президентом Антропологічного інституту.

## Музей природознавства

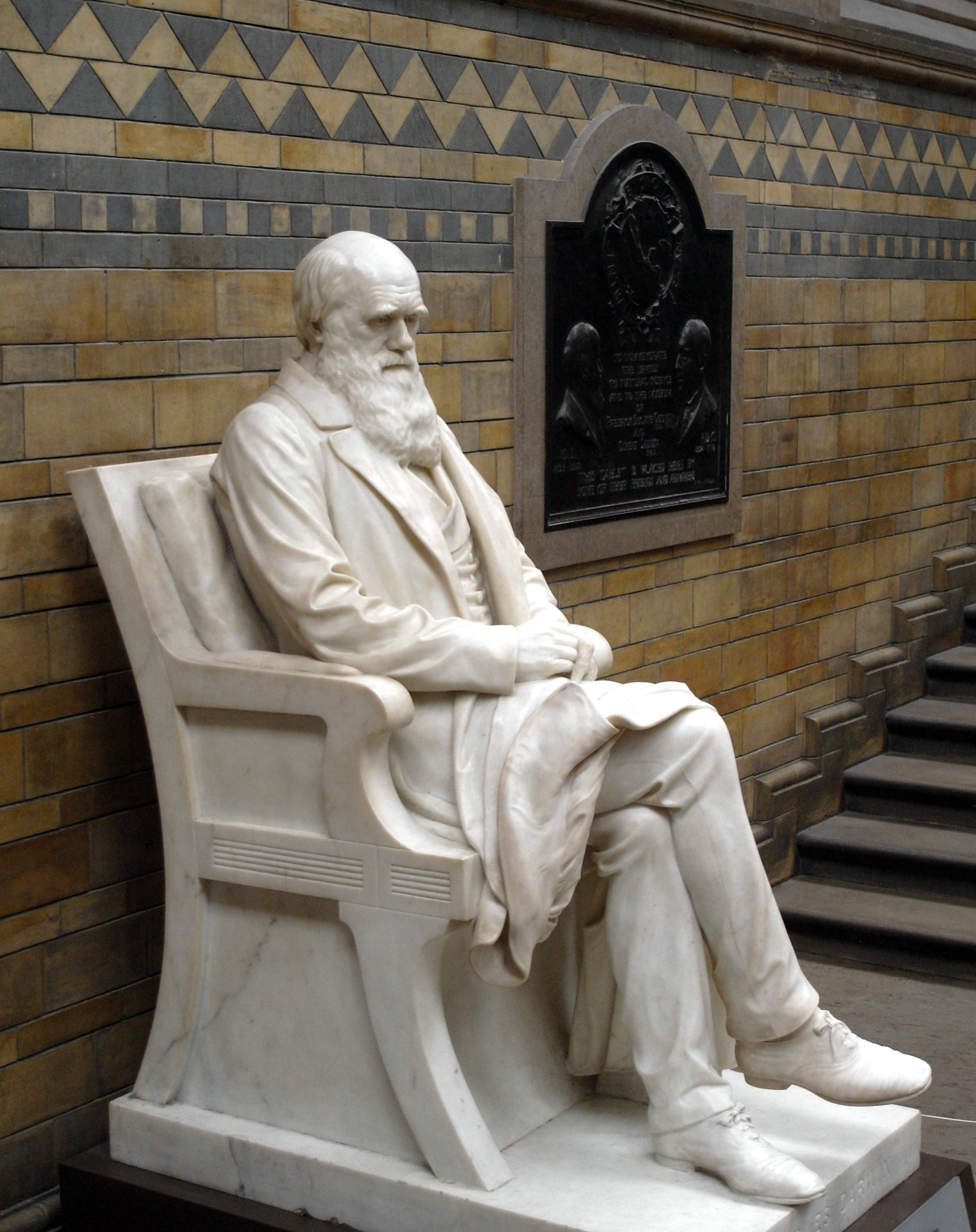
Статуя Дарвіна в Музеї природознавства

У 1884 році, після відставки сера Річарда Оуена, він був призначений директором того, що тоді було відділами природної історії Британський музей у Південний Кенсінгтон. Чотири відділи зоології, ботаніки, мінералогії та геології мали кожен свого хранителя, який був значною мірою автономним від директора, який сам підпорядковувався головному бібліотекарю та опікунам Британського музею. Зіткнувшись із широким колом особистостей, з якими потрібно було боротися, і з великим навантаженням адміністративних обов'язків, він мав більш-менш миттєвий успіх, що свідчить про його сильну, але тактовну особистість.
У 1889 році він показав свою відданість, встановивши статую Чарльза Дарвіна в Музеї. У тому ж році він був обраний президентом Британської асоціації розвитку науки, раніше очолювавши її біологічну секцію в 1878 році та антропологічну секцію в 1881 році (був обраний знову в 1894 році). У 1893 році він був президентом Асоціації музеїв.
У 1895 році, на додаток до своєї ролі директора, він обійняв посаду хранителя зоології, обіймаючи її до виходу на пенсію. Він негайно взявся за перестановку зоологічних галерей відповідно до теорій, які він розвинув щодо ефективної презентації, прибравши експонати, переконавшись, що кожен зразок має легко читабельну етикетку, і розмістивши кожну опудалу тварину поруч із її скелетом і останками її вимерлих союзників, щоб надати експозиціям глибину та контекст.

## Інші внески в знання

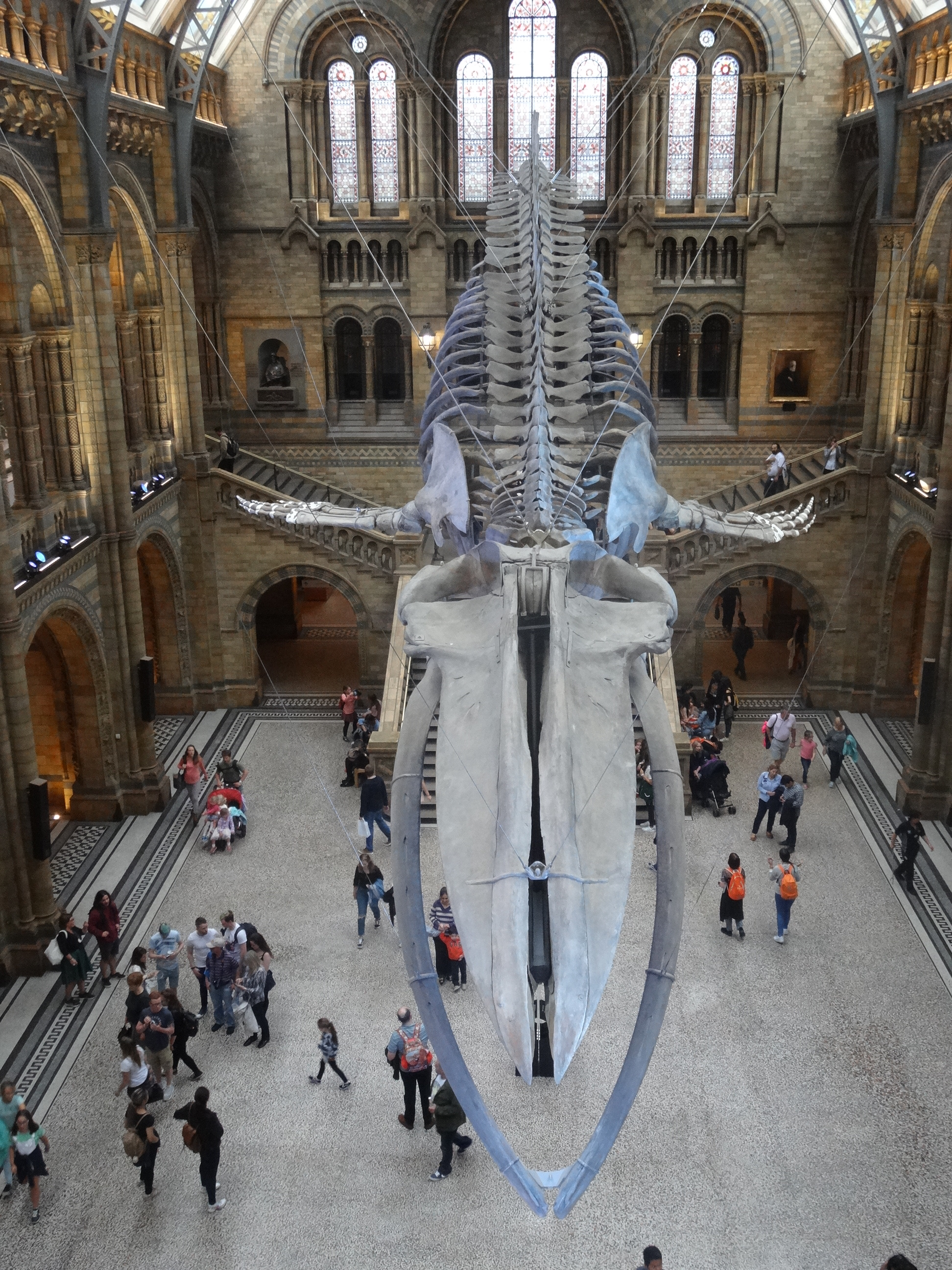
Скелет синього кита в Музеї природознавства

Окрім його постійного інтересу до приматів, він став експертом з китоподібних, тобто китів та їхніх родиів. Він проводив розтини, виходив на китобійні човни, вивчав знахідки скам’янілостей китів і створив китову кімнату в Музеї природознавства зі скелетами та гіпсовими зліпками.
 Саме він оприлюднив «абсолютне та повне знищення двох видів гладких китів через безрозсудну жадібність китобоїв».:75
Він зробив цінний внесок у структурну антропологію, наприклад, опублікувавши повні та точні вимірювання 1300 людських черепів, а як порівняльний анатом у галузі ссавців він займав високе місце. Він був першою людиною, яка показала, що лемури є приматами.
Він був провідним авторитетом з питань організації музеїв. Він наполягав на важливості розрізнення колекцій, призначених для використання фахівцями, і тих, що призначені для навчання широкої публіки, вказуючи на те, що було так само марно представляти першим ряд лише типових форм, як і надавати останнім довгу серію зразків, що відрізняються лише найдрібнішими деталями. Його ідеї, які були значною мірою і успішно застосовані в музеях, якими він керував, отримали широке схвалення і дають йому право вважатися реформатором, який багато зробив для вдосконалення методів організації та управління музеями.
Він також працював над розширенням доступу до музеїв як для освічених людей, яким потрібно було більше дізнатися про світ науки, що швидко розвивався, так і для звичайних людей, чиї розумові горизонти можна було розширити. Він особисто проводив екскурсії для груп з усього соціального спектру, від королівських осіб на одному кінці до робітників на іншому.
Він став громадським діячем, його лекції були переповнені, а його погляди впливові. У дослідженні навмисної деформації людського тіла в різних культурах він включив корсети та високі підбори, ілюструючи наслідки зображеннями спотворених жіночих скелетів. Жахнувшись від поширеного винищення птахів для забезпечення пір’ям модних капелюхів, він сказав про чаплю: «один із найкрасивіших птахів зникає з лиця землі за обставин особливої жорстокості, щоб служити минущій моді». Що спонукало Беатрікс Поттер написати: «Цікаво, яка спеціалізація сера В. Флауера, окрім жіночих капелюшків».
У 1869 році він був обраний членом Американського філософського товариства.

## Сім'я та особисте життя
Флауер одружився з Джорджіаною Розетою Сміт 15 квітня 1858 року в Стоуні в Бакінгемширі. Джорджіана була молодшою дочкою адмірала Вільям Генрі Сміт, астронома та гідрографа, та його дружини Елізи Енн (Аннарелли) Варінгтон. У Флауера та Джорджіани було чотири дочки та троє синів, у тому числі зоолог Стенлі Сміт Флауер (1871–1946). Він і його дружина вели активне життя поза роботою, протягом багатьох років зустрічаючись з багатьма провідними діячами британського суспільства. Серед їхніх друзів були поет-лауреат Альфред, лорд Теннісон і провідний церковний діяч декан Стенлі.
Ставши компаньйоном Ордена Лазні в 1887 році, через три роки після його першого призначення в Музей, він був призначений лицарем-командором Ордена Лазні (KCB) у 1892 році. Він також отримав Ювілейну медаль і прусський королівський орден «Pour le Mérite».
Хвороба та перевтома змусили його піти у відставку з Музею природознавства в серпні 1898 року, і він помер у своєму будинку в Південному Кенсінгтоні 1 липня 1899 року у віці 67 років. Його останки були поховані з сім’єю його дружини в Стоуні в Бакінгемшир.

## Публікації
Публікації Флауера, за небагатьма винятками, були присвячені ссавцям (і хірургії). Він не був польовим біологом, ані дослідником інших груп хребетних.
- Флауер, Вільям Генрі (1859). Про важливість знання елементів практичної хірургії для військово-морських і військових офіцерів. Журнал Об'єднаного інституту обслуговування. iii: 1—11. OCLC 969472933 and 4804948344.

- Діаграми нервів людського тіла. Лондон 1861.
- «Спостереження за задніми частками головного мозку Quadrumana з описом мозку Galago». Proc Roy Soc. 1860–62 xi, 376–81, 508; Phil Trans 1862 185–201.
- «Нотатки про анатомію Lithecia Monachus (Geoff.)». Праці Лондонського зоологічного товариства, 9 грудня 1862 р. 1–8
- «Про мозок яванського лорі (Stenops javenicus)». Читати 1862, опубліковано Zool Soc Trans 1866 103–111.
- «Про мозок сіаманга (Hylobatis syndactylis)». Nat Hist Rev 1863 279–257.
- «Нотатки про скелети китів у головних музеях Голландії та Бельгії з описами двох видів, очевидно, нових для науки». Праці Лондонського зоологічного товариства, 8 листопада 1864 р. 384–420.
- Вступ до остеології ссавців. Лондон 1870; 2-е вид. 1876; 3-є вид. з Гансом Гадоу 1883. Вступ до остеології ссавців (1885)
- «Про мозок червоної мавпи-ревуна (Mycetes seniculus)». Zool Soc Proc 1864 335–338.
- Мода в деформації. 1885 рік.
- Кінь: дослідження природної історії. 1890 рік.
- Вступ до вивчення ссавців, живих і вимерлих з Річардом Лідеккером. Лондон 1891.
- Нариси про музеї та інші предмети. Лондон: Макміллан. 1898. (Включає оцінки Гакслі та Оуена) Флауер написав сорок статей для 9-го видання Британської енциклопедії, кожна про групу ссавців.[13]

## Подальше читання
- Едвардс, Е. (1870). Життя засновників Британського музею: з повідомленнями про його головних збільшувачів та інших благодійників, 1570–1870. Лондон.
- Крук, Дж. Мордаунт (1972). Британський музей. Лондон.
- Міллер, Е. (1973). Та благородна шафа: Історія Британського музею. Видавництво Університету Огайо. ISBN 9780821401392.
- Гюнтер, Альберт Е (1975). Століття зоології в Британському музеї. Лондон.
- Барбер, Л. (1980). Omnium gatherum. Розквіт природної історії 1820–1870. Лондон: Кейп.
- Гюнтер, Альберт Е (1981). Засновники науки в Британському музеї, 1753–1900. Лондон: Хейлсворт.
- Стерн, В. Т. (1981). Музей природознавства в Південному Кенсінгтоні: історія Британського музею (природнича історія), 1753–1980.

## Зовнішні посилання
- Твори та інформація про Вільям Генрі Флауер у Інтернет-архіві

Флауер, Вільям Генрі – Бібліотека спадщини біорізноманіття